# Liste der Kulturgüter in Cama
Die Liste der Kulturgüter in Cama enthält alle Objekte in der Gemeinde Cama im Kanton Graubünden, die gemäss der Haager Konvention zum Schutz von Kulturgut bei bewaffneten Konflikten, dem Bundesgesetz vom 20. Juni 2014 über den Schutz der Kulturgüter bei bewaffneten Konflikten sowie der Verordnung vom 29. Oktober 2014 über den Schutz der Kulturgüter bei bewaffneten Konflikten unter Schutz stehen.
Objekte der Kategorie A sind im Gemeindegebiet nicht ausgewiesen, Objekte der Kategorie B sind vollständig in der Liste enthalten, Objekte der Kategorie C fehlen zurzeit (Stand: 13. Oktober 2021).

## Kulturgüter
| Foto |                                                                           | Objekt                                                                                         | Kat. | Typ | Standort                         | Beschreibung |
| ---- | ------------------------------------------------------------------------- | ---------------------------------------------------------------------------------------------- | ---- | --- | -------------------------------- | ------------ |
| BW   | Datei hochladen · Wikidata zu Katholische Kirche San Maurizio (Q29784604) | Katholische Kirche San Maurizio / Chiesa cattolica di San Maurizio KGS-Nr.: 2893               | B    | G   | Via a la Gesa 23 733245 / 125805 |              |
| ja   | Datei hochladen · Wikidata zu Burg Norantola (Q1013345)                   | Norantola, mittelalterliche Burgruine / Norantola, ruderi del castello medievale KGS-Nr.: 2894 | B    | F   | 733930 / 127240                  |              |
| BW   | Datei hochladen · Wikidata zu I grotti di Cama (Q29784606)                | I Grotti KGS-Nr.: 10727                                                                        | B    | G   | Via ai Grotti 47 733314 / 126123 |              |